# マンモス (漫画)
『マンモス』は、原作：武論尊、作画：小成たか紀による日本の漫画作品。『月刊少年ジャンプ』（集英社）にて1984年から1988年まで連載された。単行本は全9巻。

## あらすじ
刑事・兵頭一平は巨体と怪力を持ちながらも穏和な性格から“ゾウさん”とあだ名されていた。政財界のみならず暴力団をも牛耳る堂崎グループの御曹司・堂崎峻児に、最愛の妹由紀と親友木島を惨殺された兵頭はその罪を着せられ、逃亡生活を余儀なくされる。2年後、東京に舞い戻った兵頭は苛酷な傭兵生活を経て、巨大な牙を持つ“マンモス”に変貌を遂げていた。「復讐」の2文字を胸に、兵頭は堂崎グループに単身戦いを挑む。[JC 第1巻〜]
堂崎グループとの戦いを終え、かつての恋人・三田と傭兵時代の恩師の娘・ジェシカと穏やかな生活を送る兵頭の前に現れたのは米国情報部のルイスだった。米軍の機密情報を握るロジャー博士が武装ゲリラに誘拐され、その奪還作戦の中でかつての戦友ボブが命を落としたことを知る兵頭。人質救出の特命を受け、眠れる巨獣が再び目覚める。[JC 第3巻〜]
任務を終えた兵頭を待っていたのは戦友エンジェルの娘が誘拐されたという知らせだった。友人の窮地を救うため、兵頭はかつての傭兵チーム“W”の一員として再び作戦に赴く。[JC 第4巻〜]
再び訪れた安息の日々。兵頭はかつて逃亡生活の窮地に自らを助けてくれた恩人・日高を訪ねていた。来訪中に日高の店を襲ったアジアンマフィアに対し、反撃に出る兵頭。しかしその前に立ちふさがったのは記憶を失い、マフィアの殺人マシーンとして操られる日高の息子・タツヤだった。[JC 第5巻]
麻薬犯罪を追うかつての同僚・海津は麻薬犯罪組織の罠にかかり、銃弾に倒れる。組織の黒幕はかつて倒した堂崎峻児の異母弟・剛士だった。堂崎グループを完全に叩き潰し、復讐に決着を付けるべく、兵頭の最後の戦いが幕を開ける。[JC 第6巻〜]

## 登場人物
兵頭一平（ひょうどう いっぺい）／マンモス
主人公。警視庁捜査一課所属の刑事だったが後にフリーの傭兵となる。妹・由紀とともに児童養護施設（孤児院）で育ち、養護施設を出てからは由紀との2人暮らし。養護施設で人の善意によって生かされてきたことを感じ、自分もまた人の役に立つために警察官になった。刑事時代は2メートルを超える巨体と怪力の持ち主でありながら、穏和で涙もろい性格から「ゾウさん」と呼ばれていた。新人婦警の三田を職務中に助けたことをきっかけに、相思相愛の仲となる。同じく刑事の木島とは新人時代からの付き合い。
堂崎グループの犯罪を木島と共に追うが、それを疎ましく思った堂崎によって由紀と木島の殺害の罪を着せられ、日本国内で指名手配されてしまう。
逃亡先のアメリカで傭兵学校に入学、教官であるクルーガー少佐の下で心身を鍛え上げ、優しい「ゾウさん」から牙持つ巨獣「マンモス」に生まれ変わる。傭兵時代の通称は「マンモス」で、以降刑事時代の兵頭を知る一部の人間を除き、「マンモス」と呼ばれている。傭兵としての1年半足らずの間に中南米を中心とした世界中で活躍し、傭兵たちの間でも伝説的な存在となっている。格闘能力は極めて高く、5人の傭兵を相手に格闘戦で圧勝し、また人間離れした怪力を使って、撲殺や全身の骨を砕くシーンが度々登場している。銃火器の知識も豊富であり、小銃やスナイパーライフル、手榴弾からロケットランチャーまであらゆる武器を使いこなしている。さらにはビル爆破の経験もあり、米国情報部からは師であるクルーガーと同等以上の評価を受けている。
堂崎峻児を倒した後はロサンゼルスに移住し、三田とクルーガーの娘・ジェシカとの生活を始めているが、その後も戦い続けることになる。
敵を容赦なく叩き潰す一面はかつてのゾウさんとは別人のようだと評されるが、基本的に自分の闘いには誰一人巻き込みたくは無いと考えており、また三田やジェシカとの生活を大事にしようとするなど、優しい面は失っていない。
兵頭由紀（ひょうどう ゆき）
兵頭一平の妹。一平と同じく養護施設育ち。後に自らの出身の養護施設で教員となっている。兄の穏和で涙もろい性格について苦言を呈しつつも、それが長所であると好ましく思っている。三田枝里子と一平がいい雰囲気になったときには気を利かせて2人きりにするなど、兄の恋愛を応援していた。
兵頭を疎ましく思った堂崎峻児により拉致され、射殺される。
木島（きじま）
兵頭と同僚の刑事。新米時代に先輩刑事・武田とともに堂崎の絡む殺人事件を追うが、証拠をつかみながらも堂崎に武田を殺害され、法の通用しない存在が居ることを思い知る。そのため、法の通用しない悪には犯罪者となろうとも自ら手を下すべき、と兵頭に主張し続けていた。結果、警察官としては逸脱した発言や、容疑者への必要以上の暴行など、問題となる行動も多く、（木島を疎ましく思った堂崎が裏で糸を引いたためではあるが）ついには木島自身が逮捕されてしまう。
拘禁中に堂崎に拉致され、堂崎峻児に兵頭の目の前で射殺される。
三田枝里子（みた えりこ）
兵頭の元同僚であり、恋人。婦警としての新人時代に兵頭に助けられたことがきっかけで知り合い、その後相思相愛の仲となる。兵頭が指名手配後もずっと無実を信じ続け、またそれを証明するために刑事課に転属する。
射撃の腕は高く、また剣道ないし居合道の心得もある模様。
堂崎と通じていた刑事局長の倉島に騙され、事故を装って殺害されそうになるも、兵頭によって救出される。
兵頭が堂崎峻児への復讐を果たした後は刑事を辞め、兵頭とその恩師の娘・ジェシカとロサンゼルスで生活しており、その後も戦いを続ける兵頭の帰りを待っている。
海津（かいづ）
警視庁刑事一課の刑事。堂崎グループ構成員の殺害犯として兵頭を追っている。三田に惚れており、兵頭は恋敵でもあるが、三田を悲しませたくない、という思いから窮地の兵頭を何度も救う。
元ボクサーで、3階級上の相手を右ストレート一発で再起不能にし、練習中にサンドバッグの鎖が引きちぎれるほどの強打の持ち主。しかしその強打も堂崎の傭兵・八尾には通用しなかったことから、強いとはいえ並の人間の範囲にとどまる模様。
堂崎に一人戦いを挑んだ兵頭に影響され、堂崎をバックに持つ麻薬犯罪グループを単身追い詰めていくが、罠にはめられ、全身に銃弾を浴びて倒れる。
武田（たけだ）
新米だった頃の木島と組んでいた刑事。兵頭や木島からは「武田のオヤッサン」と呼ばれていた。
堂崎峻児の絡む殺人事件を執念深く追い続け、決定的な証拠を握った矢先に殺害された。

倉島健一（くらしま けんいち）
刑事局長。三田には兵頭の無実を証明するための協力を申し出ているが、裏では堂崎と通じており、真相に近づく三田を事故を装って殺害しようとした。
木島を暴行罪で逮捕するよう命令を出し、堂崎に引き渡すことで間接的に死に追いやり、また口封じのために重傷の部下の呼吸器のスイッチを切って殺害するなどの非道を行う。
車の運転中に兵頭に車ごと雪の坂道に押し出され、坂の下で壁に激突して死亡（復讐私刑法 第三条 潰殺刑）。
牛山（うしやま）
刑事課長。出世のために倉島に従い、その命を受けて木島を逮捕した。堂崎系暴力団幹部・矢村との交友を三田に気づかれて焦り、倉島に相談するが、倉島は自身と堂崎との関係が明るみに出ることを恐れ、とりあわなかった。
路上で兵頭に襲われ、重傷を負って運び込まれた病院で、牛山が邪魔になった倉島により呼吸器のスイッチを切られる。
堂崎峻児（どうざき しゅんじ）
堂崎グループの御曹司。堂崎剛士の腹違いの兄。
武田や木島、また自らの犯罪の証人となる少年など、邪魔になる者はことごとく殺害し、また恐怖によってグループをまとめるために、パーティー会場で裏切り者（実際は冤罪）を公開処刑してみせるなど、その性格は冷酷非情。
復讐を開始した兵頭に対して罠を張って迎え撃ち、さらには傭兵を送り込んで始末しようとするも全て失敗。結果実父である堂崎グループの会長に組織にとって不要であると判断され、堂崎グループから切り捨てられてしまう。
身一つとなってアメリカに渡った後、兵頭の恩師の娘・ジェシカを誘拐し、人質にとって兵頭を追い詰めるが、いくら銃弾を受けても倒れない兵頭の不死身の前に弾切れを起こし、全身の骨を砕かれた上、スタジアムの照明に叩きつけられて死亡した。
谷岡昌樹（たにおか まさき）
堂崎グループの側近で、天道組幹部。木島、由紀を殺害した実行犯の1人。
ニューヨークを観光中に兵頭に襲われ、撲殺される（復讐私刑法 第一条 撲殺刑）。
矢村英一（やむら えいいち）
堂崎グループの側近で、天道組大幹部。木島、由紀を殺害した実行犯の1人。
兵頭に対して当初強気であったが、相次ぐ部下の死により次第に恐怖するようになる。天道組の事務所に逃げ込み、やや落ち着きを取り戻したが、組事務所ビルのエレベーター内で兵頭に襲われる。命乞いも聞き入れられないまま自らの拳銃を握らされ、強制的に自殺させられた（復讐私刑法 第二条 自銃殺刑）。
シンジ
矢村英一のボディーガード。矢村の命令で、矢村が車で轢き殺した少年の姉に暴行を加えた。1人で歩いているところを兵頭に襲われて殺害され、切断された右手は矢村宛の小包として天道組の玄関に届けられる。
河野洋（こうの ひろし）
堂崎系の会社員。堂崎グループのパーティーでグループ内の極秘情報を外部へ流したとされ、堂崎峻児に東京湾の水が入った水槽に沈められて殺害された。しかし情報を外へ流したというのは嘘で、実際には堂崎峻児が力を示し、組織を固めるためであった。
吉良冷一（きら れいいち）
堂崎グループ内に存在する中央電算室の室長で、堂崎峻児の頭脳（ブレーン）。堂崎グループの関係者が連続で殺害される事件の犯人が兵頭であることを割り出した。兵頭の行動パターンを読んで誘い出したり、傭兵時代の恩師を傭兵として雇い入れ、兵頭に差し向けたりするなど、策略を駆使する。
帰宅中に兵頭の襲撃を受け、殴り飛ばされて電線に引っかかり、死亡する。
八尾（やお）
堂崎の傭兵。登場時には元ボクサーの海津と戦い、攻撃を敢えて受けて見せた上で一蹴する。堂崎との戦いで負傷した兵頭を介抱していた老婆を殺害したため、怒った兵頭に急所を攻撃されて倒される。
クルーガー
傭兵。部隊内での階級は少佐。元軍人であるが、生まれつき体の弱いひとり娘のジェシカの入院費用を稼ぐため傭兵となった。兵頭を傭兵として鍛え上げた教官。傭兵学校への入学希望者の一人であった兵頭の眼を見て採用を決め、その際補佐官には太った体の兵頭の採用を反対されたものの、半年間の厳しい教育により補佐官が驚愕するほどの傭兵として生まれ変わらせた。率いている傭兵部隊（クルーガーチーム）はゲリラの間で恐れられている。また米国情報部も困難な作戦の実行者として、クルーガーの名を真っ先に挙げる程に評価している。ただし作中では戦場で窮地を兵頭に助けられたり、作戦中に何度となく捕虜になっていることがわかるなど、個人としては必ずしも華々しい活躍だけではない。
数々の戦場をくぐり抜けてきたプロ中のプロだが、仕事を離れた時には娘のジェシカを可愛がり、兵頭からは「別人のよう」と言われるほどの優しい父親でもある。
ジェシカの治療費を稼ぐため、堂崎に傭兵として雇われる。得意とするサイレントダック（目隠しでのナイフ戦）で兵頭と戦うも敗れ、堂崎が潜ませていた刺客の銃弾から兵頭を庇い、死亡する。
ジェシカ／ジェシカ・クルーガー
クルーガーの娘。生まれつき心臓に疾患を持っており、ずっと入院暮らしをしていたが、手術を行い、以降は順調に回復しているようである。
兵頭のことを傭兵時代から「マンモスのお兄ちゃん」と呼んで慕っている。
兵頭が堂崎峻児への復讐を果たした後は三田とともにロサンゼルスで生活しており、その後も戦い続ける兵頭の帰りを待っている。
ボブ・グリーン
傭兵。元クルーガーチームの一員。ロジャー博士の救出作戦のためU国に潜入するが、武装ゲリラ集団バルキに捕まって銃殺される。救出作戦の任務前に弁護士に依頼し、自らが死んだ際には兵頭に自身の愛用のナイフとジェシカのための金が渡されるよう計らっていた。
マッカラム
ボブ・グリーンの弁護士。
ボブの死後、兵頭のもとにボブが命の次に大事にしていたナイフとジェシカ宛の金を届け、ボブが自らの死を覚悟していたことを告げた。
ルイス
米国情報部部員。傭兵だった兵頭たちに任務の依頼を行っていた。平穏な生活を始めた兵頭にロジャー博士の救出作戦を依頼し、一度は断られるものの、強引な手段で兵頭の「マンモス」としての野性を目覚めさせ、依頼を承諾させる。兵頭の救出作戦そのものを餌として、ゲリラ集団と通じていた将軍をあぶり出し、処断した。以降は兵頭からの依頼を受けて、敵組織などの調査を行っている。
将軍
米国情報部所属。本名は不明。「将軍」と呼ばれていることから将官以上の地位であると思われる。東側勢力のスパイであり、救出作戦に成功した兵頭を殺害し、ロジャー将軍を東側国家に引き渡そうとするも、事前に察知していたルイスにより射殺される。
ミゲル
武装ゲリラ集団バルキの首領。ロジャー博士を拉致し、50億ドルの身代金を要求する。グリーズの雇い主。兵頭により組織を壊滅に追いやられ、脱出を図るも射殺される。
グリーズ
ミゲルに雇われた傭兵。傭兵学校で兵頭と同時期に訓練を受けており、クルーガーの教えを受けた内の一人。格闘戦を得意とし、格闘訓練では訓練生5人を相手に圧勝する兵頭ですら勝ったことがなかった。銃殺刑に処されたボブが息絶える前に「ジェシカに渡してほしい」と依頼した5千ドルを奪い、とどめの銃撃を加えた。怒りの兵頭に全身の骨を砕かれ、突き立ったナイフに頭から落とされて串刺しにされた。
ロジャー
博士と呼ばれており、アメリカ防空システムの全容を握っている。10歳の子供がいる。私用でブラジルに向かう途中、専用機の故障によってU国に不時着し、同国の武装集団バルキに拉致されて人質となった。人質生活により別人のように痩せ細ったが、兵頭により救出される。
チコ
U国の村落で暮らす10歳の少年。東側勢力の特殊部隊に撃たれ、瀕死となった体で、兵頭のそばに置かれた爆弾を遠ざけるも、爆発に巻き込まれて死亡する。U国に潜入中の兵頭の背後を取って銃を突きつけたり、救出後の兵頭を待ち伏せて、直前までその存在を兵頭に気付かせなかったりと、実は作中最も隠密行動に適性があった可能性がある。
スティーブ・アーロン
ボクシング州チャンピオンへの挑戦を目前に控えたヘビー級ボクサー。ニックの父。兵頭とは日雇い労働を通じた仲間であり、工事現場で働きながらボクシングジムでのトレーニングを続けている。黒人を嫌う警官ブルに因縁をつけられ、路上で暴行を受けて入院し、タイトルマッチのチャンスを失う。病院のベッドで目覚めた後、ジムのトレーナーに再起を誓う。
ニック
アーロンの息子。ブルに暴行を受けた父の仇を討ってくれるよう兵頭に依頼する。
ブル
警察官。通称ダーティブル。有色人種を嫌い、「ニガー」「黄色いサル」などの発言とともに、黒人たちに暴力を振るう。黒人であるアーロンがタイトル戦に挑戦することが気に入らず、些細なことから因縁をつけて拳銃を突きつけた上に暴行を働き、入院するほどの大怪我を負わせる。
ニックの依頼を受けた兵頭に全身数十箇所の骨を折られ、再起不能にされる。
チャーリー
犯罪シンジケートの中心的メンバー。組織の利益をブルに吸い上げられることに不満を持ち、兵頭にブルを痛めつけるよう依頼するが、既にニックの件で依頼が被ったかたちになっていたという事もあり、断られたが彼のその際の言葉に怪訝な表情をしただけでその事による敵対行動はしなかった。
エンジェル
チーム“W”のメンバー。傭兵時代はどんな場所へもヘリを飛ばし、仲間を救出するとして知られていたヘリパイロット。傭兵を辞めた後は小さな観光会社のヘリパイロットとして働き、妻・ジェーン、娘・クリスと暮らしている。
ヘリ操縦の腕を知った犯罪組織にクリスを誘拐され、その命と引き換えに組織のボスで死刑囚のカウフマンを刑務所から脱獄させるよう要請される。
ドナルド・クーパー
チーム“W”のメンバー。兵頭も認める腕利きのスナイパー。傭兵を辞めた後は事業を始めて大成功し、次期上院議員のイスを狙っていると噂されている。会社乗っ取り屋としても有名。
エンジェルの窮地を聞くも、当初は現在の成功を捨ててまでクリスの救出作戦に参加することを嫌がっていた。しかしかつて戦場でエンジェルのヘリに助けられたことを思い出し、作戦への参加を決意する。
コーク
チーム“W”のメンバー。作中では手榴弾を使用している描写が多い。傭兵を辞めた後は警備員として働いている。傭兵時代にゲリラから救い出した母子を妻子として迎えた。しかし子供は引き取って間もなく死んでしまい、エンジェルには子供を失う辛さを味わってほしくないと考え、クリスの救出作戦に臨む。
ジェーン
エンジェルの妻。兵頭をはじめ、チーム“W”のメンバーとは以前から面識がある模様。
クリス
エンジェルの娘。5歳。ガルフ達の犯罪組織に誘拐される。
ガルフ
犯罪組織のボス。カウフマンの兄。カウフマンを脱獄させるためにエンジェルを利用すべく、娘のクリスを誘拐した。
カウフマンの脱獄後に海上警察隊と銃撃戦を行い、死亡。
カウフマン
犯罪組織のボス。ガルフの弟。死刑囚として州特別刑務所に収監されていた。
脱獄後にガルフとともに海上警察隊と銃撃戦を行い、死亡。
日高
ロサンゼルス・リトルトーキョーで飲食店を営む日系二世。元空軍パイロット・タツヤの父。冤罪により日本を追われ、ロサンゼルスにたどり着くも、のたれ死に寸前となっていた兵頭に食事と働き口を与えた恩人。その後目的のため黙って去ろうとした兵頭に気付いたが、事情があることを察して何も聞かず金を持たせた。
アジアンマフィアに上納金を支払わないため、見せしめとして店を襲われる。さらに親友をマフィアに殺害され、兵頭とともに復讐の戦いを始めるが、敵組織の中にベトナムで行方不明となった息子・タツヤが居ることに気付き、困惑する。タツヤとは1度話し合うももはや人間らしい心を失ってしまっていると知り、涙ながらに兵頭にタツヤを殺すよう依頼する。
タツヤ／日高タツヤ／サイレント
日高の息子で元空軍パイロット。赤ん坊の時に火事に遭い、小学生で交通事故、さらに山で遭難と多難な幼児期を過ごす。日高から持たされた紙カブトのお守りを肌身離さず持っている。ベトナムで撃墜され、行方不明とされていたが、実際は撃墜後に麻薬組織の捕虜となり、戯れに与えられた強烈な電気ショックで記憶を失ったため、組織の殺し屋サイレントとして利用されていた。記憶を失った後も紙カブトのお守りだけは手元に置き、不用意に紙カブトに触れた人間には容赦なく攻撃を加える。
パイロットの経験から動体視力が優れており、走行中のジェットコースターから動いている人間に正確な射撃を行うなど、高い射撃能力で兵頭を苦しめるも、月光を背にした兵頭が作った一瞬の闇に狙いを外し、兵頭に敗れる。その際、兵頭が放った衝撃弾のショックにより記憶を取り戻す。
記憶が戻った後には組織を抜け、ラオス山中の麻薬地帯で自らと同じく捕虜となっている仲間たちの救出に立ち上がる。
ミン
ラオス山中で暮らす女性。キングコブラに襲われそうになっている時に、タツヤが音を立てて敵に見つかることを省みずに銃を使って助けてくれて以来、タツヤのことを慕っている。麻薬組織が捕虜脱走を防ぐために仕掛けたトラップに精通しており、兵頭とタツヤが捕虜を救出する際はその知識を以って支援している。
麻薬組織のヘリを攻撃可能な高度までおびき寄せ、手榴弾を投げつけようとするも、察知した敵に撃たれ、タツヤの腕の中で息を引き取る。
荘（そう）
香港の刑事。海運会社を営んでいた両親を日本人である堂崎剛士によって殺害されており、それ以降日本人を目の敵にしている。兵頭のことも当初信用せず、堂崎をつぶすための餌として利用しようと考えていたが、兵頭によって生命を助けられ、また兵頭も自らと似た境遇（刑事であり、肉親を堂崎に殺害されている）であったことから、次第に信頼を寄せるようになる。
親友であった際の息子、永勝が堂崎の襲撃を受けた際に炎上するカジノに飛び込み、永勝を救出するが、引き換えに命を落とす。
際（さい）
下の名前は不明。マカオの犯罪組織である老虎の二代目組長で、荘の幼馴染。初代組長の養子。自身は本当は老虎を継ぎたくはなかったため、息子の永勝だけは老虎と関わることの無いよう荘に頼む。荘の両親の仇を討つべく堂崎グループとの抗争を始めるが、堂崎のヒットマンの銃弾から荘を庇い、命を落とす。
永勝／際永勝（さい えいしょう）
際の息子で、15歳で老虎の三代目組長となる。堂崎に殺された父の仇を討つべく、東亜貿易へ戦いを挑むが、荘や兵頭からは子供扱いされ、堂崎との戦闘への参加は反対されている。雇い入れた傭兵カーンの立案した作戦の実行者を買って出るも、危うく自身が死にそうになるなど、冷静な判断で行動出来ていないことが多く、その都度荘や兵頭に助けられている。兵頭が堂崎剛士に捕らえられた際は救出作戦を立案し、アラキの協力を得て成功させている。
堂崎グループ壊滅後に老虎は解散させている。
周（しゅう）
荘の知人で武器商人。荘達を東亜貿易に売り渡そうとした。
アラキ
日系人で元プロレスラー。得意技は首締め。父親の死について疑念を抱き、その秘密を知ると目される堂崎グループ系企業“堂南開発”の会長・ギドリに近づくために香港の闇プロレスに参加する。香港地下闘技大会では不敗のチャンピオン。リング上では冷酷非情のファイトを見せるが、そうして稼いだファイトマネーで身寄りのない子供のための施設を建てた。しかし施設が放火により子供たちの命とともに焼失してしまい、その犯人が堂南開発であると考えたアラキは単身戦いを挑んで堂崎に捕らわれる。この時は堂南開発と堂崎剛士の関係を知らなかった。自由と引き換えに兵頭に格闘戦を挑んで敗れ、その後一連の事件の背景に全て堂崎剛士が関わっていることを知り、兵頭と行動を共にする。兵頭が堂崎に捕らえられた際にはその窮地を救っている。
兵頭と共に訪れたロサンゼルスで襲撃を受け、退けるも兵頭や三田達が危険であることを察知し、その襲撃を間一髪防ぐが銃弾を受けて死亡する。
堂崎剛士（どうざき ごうじ）
香港の大貿易会社である東亜貿易公司の会長。堂崎峻児の腹違いの弟。裏社会では「悪魔以上の男」と恐れられている。
自らの目的達成のためには周囲のことなど顧みず、犠牲を厭わない。組織のライバルの殺害を組織内の暗殺者に依頼し、同組織内での殺し合いを拒む暗殺者に、決意の証として自らの脚を切り落として見せた。以来脚は義足となり、車椅子を使っているが、普通に立って歩いていることもある。義足には銃が仕込まれている。
かつて峻児を殺した兵頭が自身を狙っていることに気付き、傭兵や暗殺者を次々と差し向ける。後には兵頭の戦闘能力の高さを利用し、戦いを拡大することで堂崎グループの邪魔な幹部を排除しようとしている。結果兵頭との戦いが大きな騒ぎとなり、組織全体への影響を恐れた堂崎グループ総帥に抹殺されようとするも事前に察知し、逆に総帥を殺害した。
兵頭との戦いでは変装も見せており、また銃はそれなりに扱える模様。
兵頭に追い詰められ、命だけは助けられたが、隙を見て背後から兵頭を銃撃しようとし、眉間にナイフを突き立てられて死亡。
村上（むらかみ）
堂崎グループ麻薬部門バンコク支社の中心的メンバー。兵頭によって射殺される。
青龍（せいりゅう）
堂崎剛士の片腕で傭兵あがりの戦闘のプロ。性格は冷酷非情で、部下の体に爆弾を仕掛け、襲撃者兼爆弾として使うなどの戦法をとる。時限爆弾を囮とした狙撃という兵頭の二重の罠に嵌り、死亡。
カーン
“ブラッディカーン”、“虐殺の中尉”の二つ名を持つ元米軍特殊部隊中尉。スティンガー（携行式地対空ミサイル）の扱いにかけては世界有数の腕を持つ。非戦闘員を射殺した罪で軍事法廷にかけられ、刑務所に収監されるも逃走し、そのまま傭兵になる。傭兵時代も敵ゲリラに関わる村では女子供も容赦なく殺害するなど、作戦遂行のためには手段を選ばない。
永勝が雇った傭兵であったが、対堂崎のために無関係な人間をも巻き込む爆薬を使った作戦を立案し、それを知った兵頭に全身の骨を砕かれ、復讐のために堂崎側につく。最後は堂崎の暗殺者・白狐に利用され、卑劣な方法で兵頭への狙撃を企むも裏をかかれ、逆に狙撃を受けて死亡する。
白弧（びゃっこ）
堂崎グループ所属の暗殺者。裏社会でその名は知られているが、白弧を見たものはその場で殺されているため、正体を知っているものはいないと言われる。カーンの襲撃を囮とし、人質の永勝に変装して兵頭に襲いかかるが、兵頭が服の下に仕込んでいた厚さ1〜2cmのブタ肉をナイフで貫くことさえ出来ず、逃走を図るもその背中にナイフを受けて死亡。
ギドリ
香港の堂崎グループ系企業“堂南開発”の会長。剛士を襲撃するが返り討ちに遭って捕らえられ、アラキから兵頭の情報を得るための餌として利用される。船上でアラキに知っていることを話すがそのまま海中に投棄される。
バスコ
C国麻薬組織のボス。C国産業大臣ロバートに多額の金をゆすり取られている。堂崎剛士の買収工作により自身の兵隊に裏切られ、射殺される。
ロバート
C国産業大臣。バスコとその組織から多額の金銭を受け取っている。堂崎の手により殺害される。
ヒムラー
傭兵。かつて戦場で劣勢になった際に自分の命と引き換えに仲間を売ったことから“悪魔の傭兵 見殺しのヒムラー”と呼ばれている。堂崎剛士の傭兵として兵頭を追い詰めるも、駆けつけたチーム“W”により仲間が全滅。逃げる背中に兵頭のナイフを受け、死亡。
史村（ふみむら）
堂崎グループ会長の側近で殺し屋。過去剛士からグループ内のライバルを殺害するよう依頼を受けたことが有り、組織のことを考えず、自らの意思の遂行のためには何をも犠牲にする剛士が組織にとって害となることを危惧している。堂崎グループ総帥の命を受け、剛士を抹殺しようとするも察知され、射殺される。
関連は不明だが、本作の原作者武論尊の別名義は史村（史村翔）である。
堂崎竜造（どうざき りゅうぞう）
堂崎グループの総帥であり、組織内の頂点に君臨している。峻児と剛士の父。組織にとって不要であれば峻児を組織から放逐し、剛士を抹殺しようとする非情の人物。剛士の力を見誤って殺害に失敗。逆に剛士によって殺害される。世間には短銃自殺として発表されている。